# Ancona
Ancona (staro hrv. ime Jakin), grad i luka na talijanskoj obali Jadrana u središnjem dijelu Italije; glavni grad istoimene provincije u regiji Marche; 101.909 stanovnika (2005.).
Ancona se razvila amfiteatralno oko luke na sjeverozapadnim padinama planine Monte Conero (572 m). Važna je luka s prekojadranskim vezama s hrvatskom obalom (Zadar i Split). Razvijeno ribarstvo, rafinerija, brodogradnja, strojarska, kemijska i prehrambena industrija.
Mnogobrojni arhitektonski spomenici: Trajanov slavoluk (115.), romanička crkva (12. – 13. st.), katedrala (13. st.), Loggia degli Mercanti, djelo Jurja Matejeva Dalmatinca. Osnovali su je 390. pr. Kr. godine grčki kolonisti iz Sirakuze, od 3. stoljeća je pod rimskom vlašću i važna ratna luka. Od 1352. godine u sastavu je Papinske Države. Grad je stradao u potresu 1972. godine.

## Povijesne veze s Hrvatskom
Tijekom povijesti zabilježene su mnoge kulturne i ostale veze s hrvatskim gradovima na Jadranskoj obali. U ranom Srednjem vijeku (7. stoljeće) na područje južne Italije i Ancone pristižu mnogi Hrvati koji sudjeluju u ratovima Bizanta protiv Langobarda. 
U vrijeme turskih prodora područje Ancone naseljava veliki broj izbjeglica iz Hrvatske, Hercegovine i Bosne. Djeluju mnogi poduzetnici i trgovci iz južne Hrvatske i Boke. 
U Anconi djeluje i hrvatska bratovština (Universitas Sclavorum). U 15. i početkom 16. stoljeća u Anconi svoja djela stvaraju Juraj Matejev Dalmatinac (Loggia dei Mercanti iz 1451., crkve S. Francesco alle Scale iz 1454. i S. Agostino, palače Palazzo Benincasa i Palazzo del Senato) i Ivan Duknović (franjevačka crkva, nadgrobni spomenici). U Anconi su u 17. i 18. stoljeću tiskane i knjige brojnih hrvatskih pisaca (Ilija Bunić, Ivan Ančić i dr.).

## Slavni i poznati
- Cirijak Ankonski (Ciriaco di Ancona), navigator i arheolog
- Eduard von Böhm-Ermolli, austrijski general u Prvom svjetskom ratu
- Franco Corelli, talijanski tenor
- Vito Volterra, talijanski matematičar i fizičar

## Gradovi prijatelji
- Split
- Ribnica

## Galerija
- Chiesa del Santissimo Sacramento
- Chiesa di San Domenico
- Chiesa di Santa Maria della Piazza
- Palazzo Ferretti
- Pojedinost iz arheološkog muzeja
- Katedrala
- Spomenik
- Pojedinosti iz grada
- Upravna zgrada
- Fontana
- Kazalište
- Reljef u luci
- Uresi gradskih zgrada
- Povijesne zgrade

## Vanjske poveznice
- Grad Ancona
- Luka Ancona
- Parco del Conero  Arhivirana inačica izvorne stranice od 6. srpnja 2006. (Wayback Machine)
- Teatro delle Muse
- Fotografije Ancone
- Turistički vodič i fotografije Ancone
- Associazione Guide Turistiche Ancona  Arhivirana inačica izvorne stranice od 17. rujna 2006. (Wayback Machine)
- Zračna luka Ancona
- Slobodna Dalmacija Podlistak: Stoljetne veze Dalmacije i Ancone